# Mazaeras janeira
Mazaeras janeira là một loài bướm đêm thuộc phân họ Arctiinae, họ Erebidae.